# 客家史
客家史，為研究中國海峽海岸四地與海外等地，所有客家族群歷史的一門專門史。最早為20世紀初期歷史學者，香港大學唐史專家羅香林教授所提倡。羅香林教授著有《客家研究導論》等書，開啟了研究客家史與客家學之風氣。
目前在中國大陸有陳春聲、房學嘉、陳支平、謝重光、王東等教授，為今日研究客家史或客家學的新一代學者。台灣客家史學者有邱榮裕。